# Louis Binder
Pour les articles homonymes, voir Binder.
Louis-Germain Binder, né le 2 janvier 1821 à Paris et mort le 31 août 1910 dans sa ville natale, est un fabricant de carrosserie et homme politique français.

## Biographie

### Famille et carrière professionnelle
Né le 2 janvier 1821 au domicile parental du no 56 de la rue d'Anjou, Louis-Germain Binder est le fils d'Adélaïde-Émilie Janets (1796-1866) et de Jean-Jacques Binder (1783-1846), sellier. Originaires de Marbach-am-Neckar, dans le Wurtemberg, les Binder sont naturalisés Français par une ordonnance royale du 16 août 1844.

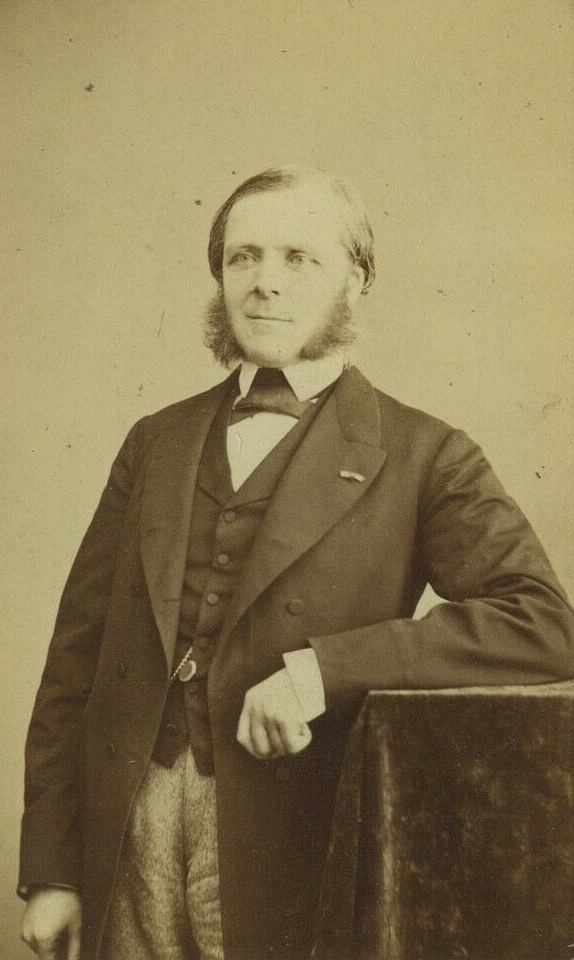
Photographie de Louis Binder par Nadar.

Après la mort de leur père, Louis et ses frères s'associent sous la raison sociale « Binder frères » afin de reprendre l'entreprise familiale de fabrication de carrosseries et de voitures, fondée sous le Premier Empire, installée d'abord au no 72 de la rue d'Anjou puis, à partir de 1864, au no 112 du boulevard Haussmann. Louis en est le dirigeant pendant près d'un quart de siècle. Il est juge au tribunal de commerce pendant sept ans (1858-1865) et président de section au sein de cette juridiction pendant deux ans.
Lors de l'Exposition universelle de 1867, Binder est appelé à faire partie du jury international et à en présider la classe 61 (carrosserie et charronnage). Il est nommé chevalier de la Légion d'honneur à l'occasion de cet événement. Dix ans plus tard, il sera nommé membre de la commission supérieure de l'Exposition universelle de 1878.
Le 13 avril 1850, Binder a épousé Lucie-Antoinette Callou (1828-1894). Ils ont deux enfants, Marguerite (1854-1923), qui épousera Pierre-Paul Laffleur de Kermaingant (d), et Maurice (1857-1944).
En 1868, Binder se fait bâtir un hôtel particulier au no 102 de l'avenue des Champs-Élysées.

### Carrière politique

#### Mandats locaux
Propriétaire du château de Petit-Bourg à Évry, Louis Binder a été brièvement le maire de cette commune entre août 1870 et la chute de l'Empire le mois suivant.
Conservateur, réputé bonapartiste mais proche des milieux monarchistes en général, Binder se porte candidat dans le quartier du Roule en vue des élections municipales de juillet 1871. Investi par l'influente Union parisienne de la presse, il est largement élu au premier tour, par 1 206 voix sur 1 629 votants, soit 74% des suffrages, loin devant deux républicains modérés, Camille Robin (12,5%), candidat du « comité Turbigo », et Victor Fortin (10%).
Il est réélu au premier tour lors des trois scrutins suivants face à Fortin (1874 et 1881) ou Alfred Koechlin-Schwartz (1878). Il ne se représente pas en 1884 et appelle ses électeurs à le remplacer par son fils Maurice, avocat.
Au cours de son mandat municipal et départemental (les conseillers municipaux de Paris étant également conseillers généraux de la Seine), Binder a notamment présidé la commission chargée d'étudier la reconstruction de l'Hôtel de ville et a pris la défense des écoles congréganistes contre les projets de laïcisation.

#### Candidatures à la députation
Malgré ses ambitions, Binder n'a jamais réussi à se faire élire député du 8e arrondissement.
Lors des élections législatives de 1876 et de 1877, soucieux de ne pas diviser les voix conservatrices, il renonce à se porter candidat en faveur du candidat conservateur (c'est-à-dire monarchiste) le mieux placé, à savoir le duc Decazes en 1876 et l'amiral Touchard en 1877.
En janvier 1879, la mort de Touchard entraîne une élection législative partielle, à laquelle Binder se déclare candidat. Soutenu dans un premier temps par le comité bonapartiste de l'Appel au peuple, présidé par Ferdinand Barrot, il échoue cependant à obtenir l'investiture de l'ex-comité Touchard, de sensibilité orléaniste, présidé par le général de Chabaud-Latour, qui lui préfère l'ancien maire de l'arrondissement, Charles Augustin Dalligny (d). De plus, le comité bonapartiste décide finalement d'investir l'ancien député de l'Aisne Camille Godelle. Renonçant à toute étiquette politique exclusive pour se présenter comme « homme d'ordre et de travail avant tout », Binder ne peut donc compter que sur le plein soutien des catholiques légitimistes, qui donnent leur préférence aux positions cléricales du conseiller municipal du Roule,. Une partie des bonapartistes continue néanmoins à défendre sa candidature. À l'issue du premier tour, le 6 avril, Binder n'arrive qu'en cinquième position, avec seulement 8% des suffrages, devant le républicain Ernest Desmarest (6%), mais derrière le républicain François Coignet (10%), l'orléaniste Dalligny (20%), le républicain Jean-Jules Clamageran (27%) et le bonapartiste Godelle (36%). En vue du second tour, Binder et Dalligny se retirent et appellent leurs électeurs à reporter leur voix sur Godelle, qui bat ainsi Clamageran au second tour, le 20 avril.

### Mort
Le 31 août 1910, Louis Binder meurt à l'âge de 89 ans dans son hôtel particulier des Champs-Élysées.
Après une cérémonie religieuse à Saint-Philippe-du-Roule, il est inhumé au cimetière de Fontenay-sous-Bois.

## Distinctions
- Chevalier de la Légion d'honneur (décret du 30 juin 1867)